# Plaza Elíptica (stanice metra v Madridu)
Plaza Elíptica (plným názvem španělsky Estación de Plaza Elíptica, doslova Eliptické náměstí) je přestupní stanice metra v Madridu. Nachází se pod náměstím Plaza de Fernández Ladreda (Plaza Elíptica), které leží v jižní části města, na rozhraní obvodů Carabanchel a Usera ve čtvrti Abrantes. Ve stanici se kříží okružní linka 6 a linka 11, která zde končí. Stanice patří k významným dopravním uzlům v Madridu – kromě stanice metra se zde nachází rozsáhlý podzemní terminál městské, příměstské i dálkové autobusové dopravy, tzv. intercambiador. Stanice leží v tarifním pásmu A a nástupiště linky 11 jsou bezbariérově přístupná.

## Historie
Stanice vznikla 7. května 1981 během prodloužení linky 6 ze stanice Pacífico do stanice Oporto.
Stanice se stala přestupní 16. listopadu 1998, kdy byl otevřen první úsek linky 11, který vedl právě ze stanice Plaza Elíptica do stanice Pan Bendito. V letech 2004–2007 byl ve stanici postaven přestupní uzel pro autobusy.

## Popis
Mezi vchodem do stanice a samotným vestibulem se nacházejí tři patra, sloužící k různým účelům:
- Patro –1: Zastávky městských a příměstských autobusů (EMT)
- Patro –2: Zastávky příměstských a dálkových autobusů
- Patro –3: Vestibul stanice metra a obchody

Stanice linky 6 se nachází hlouběji pod ulicí Marcelo Usera v západo-východním směru, stanice linky 11 směřuje na jihozápad a nachází se mělčeji pod ulicí Via Lusitana. Stanice jsou propojeny delší spojovací chodbou vybavenou pojízdnými pásy.

## Provoz

Uspořádání autobusových nástupišť

Nástupiště linky 6 jsou uspořádána jako dvě boční a jedno ostrovní. Toto uspořádání má usnadnit nástup a výstup v době přepravní špičky. U linky 11 je používáno pouze jedno (západní nástupiště), které je určeno společně pro výstup a nástup. Druhá kolej je používána jako odstavná.
Příměstské a dálkové autobusy spojují Madrid s městy Getafe, Leganés, Parla či Toledo. Podzemní terminál je napojen výjezdem přímo na dálnici A-42.

## Budoucnost
V budoucnosti by měla být linka 11 prodloužena ze stanice dále na sever.

## Fotogalerie

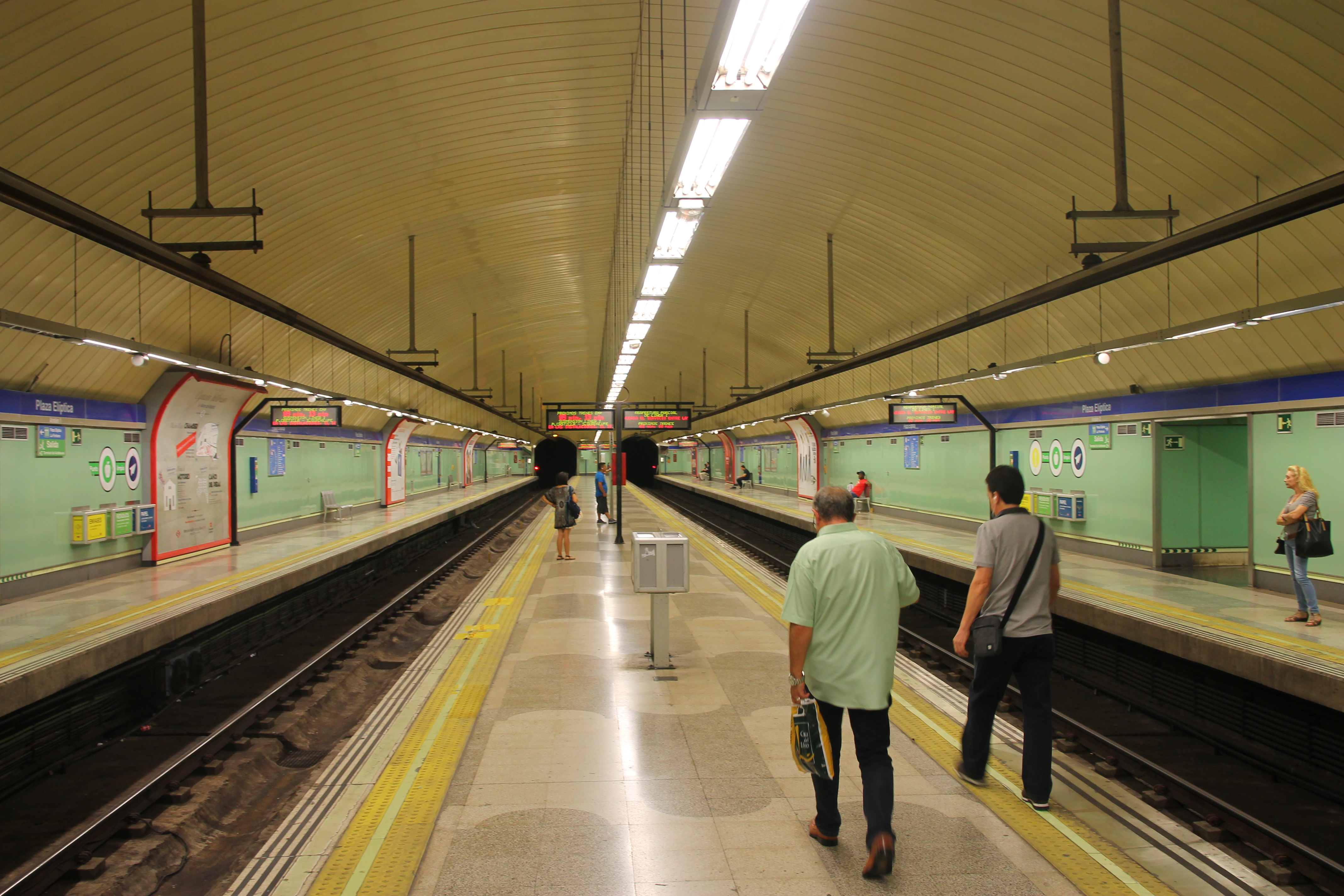
Středové nástupiště linky 6
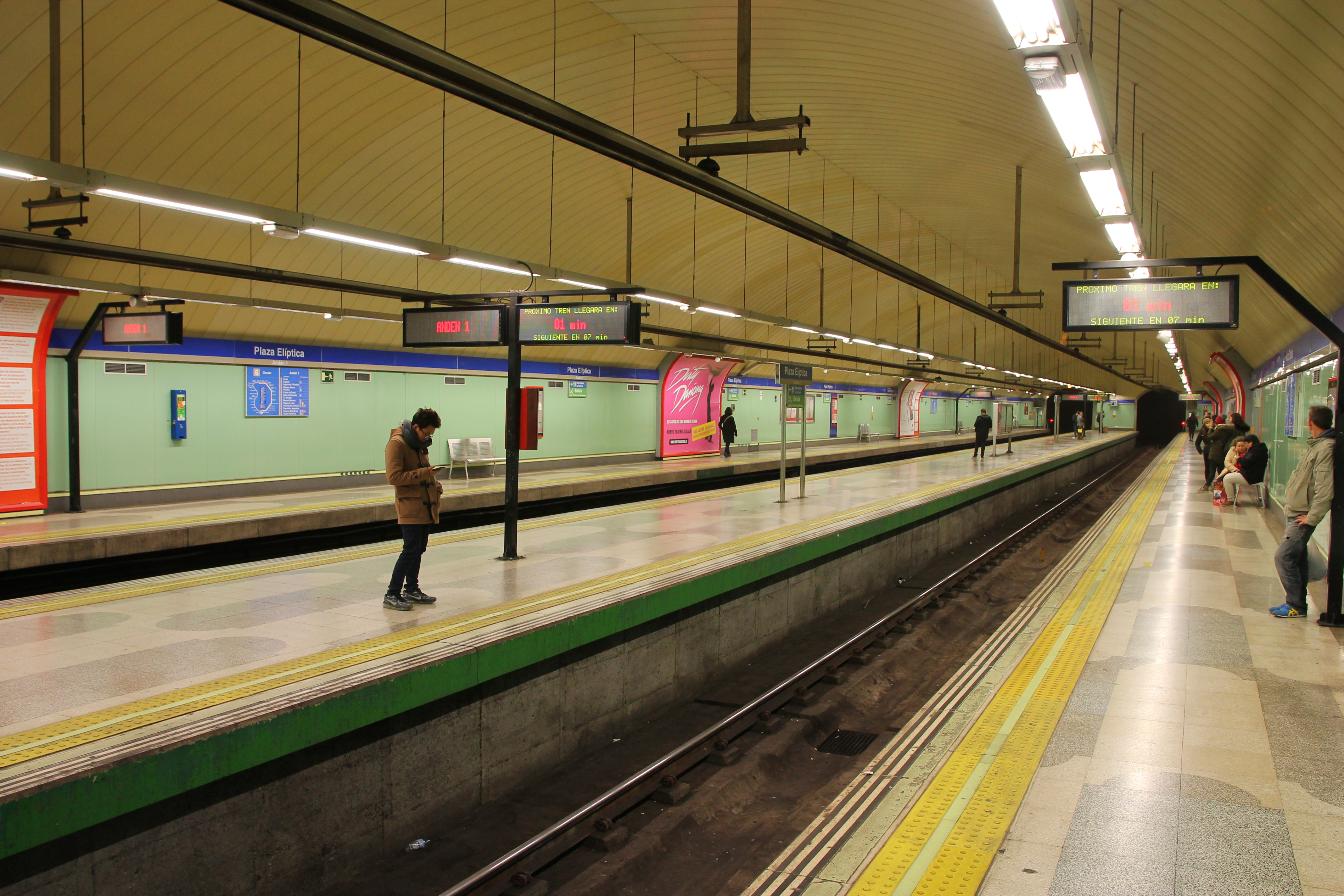
Nástupiště linky 6
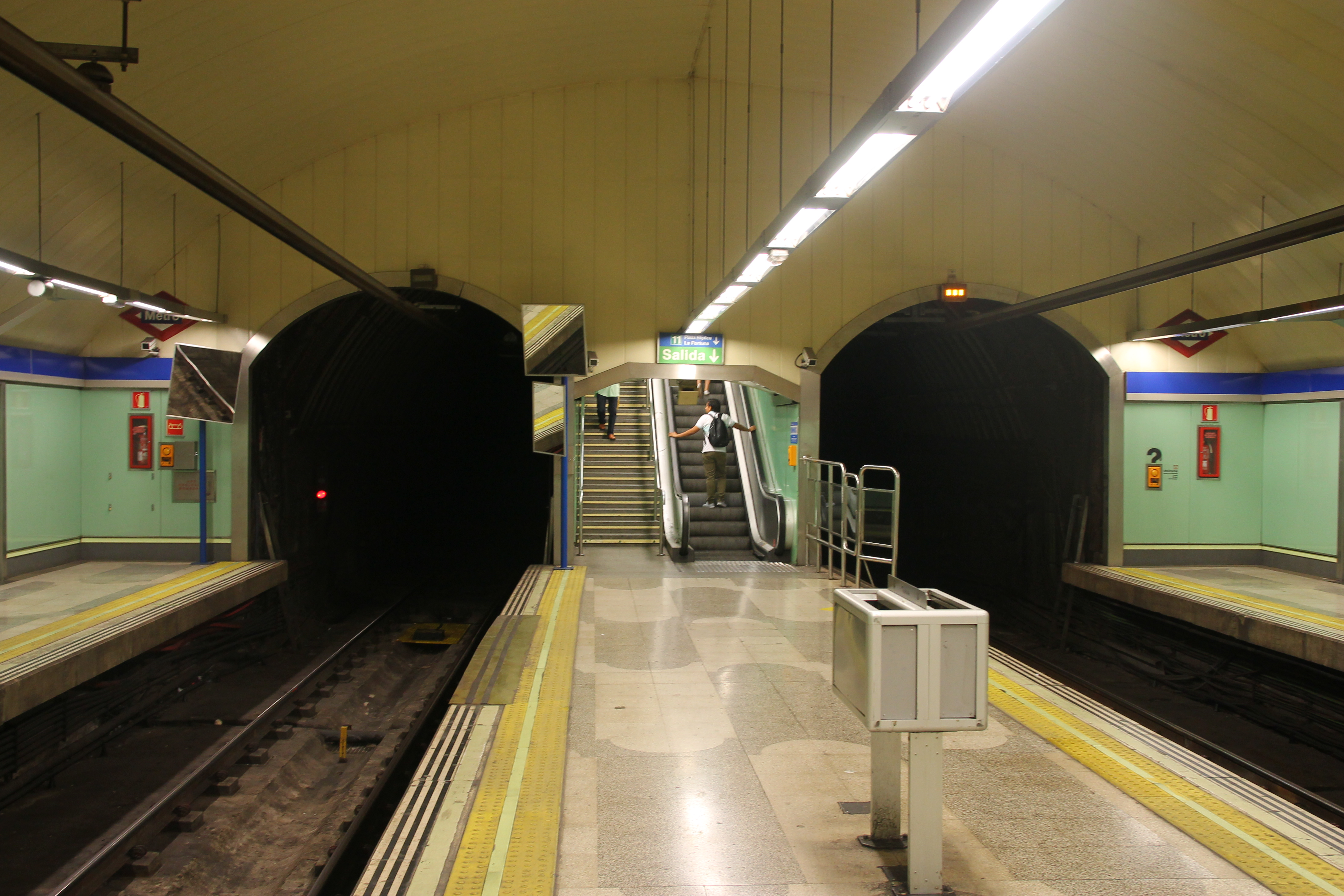
Nástupiště linky 6
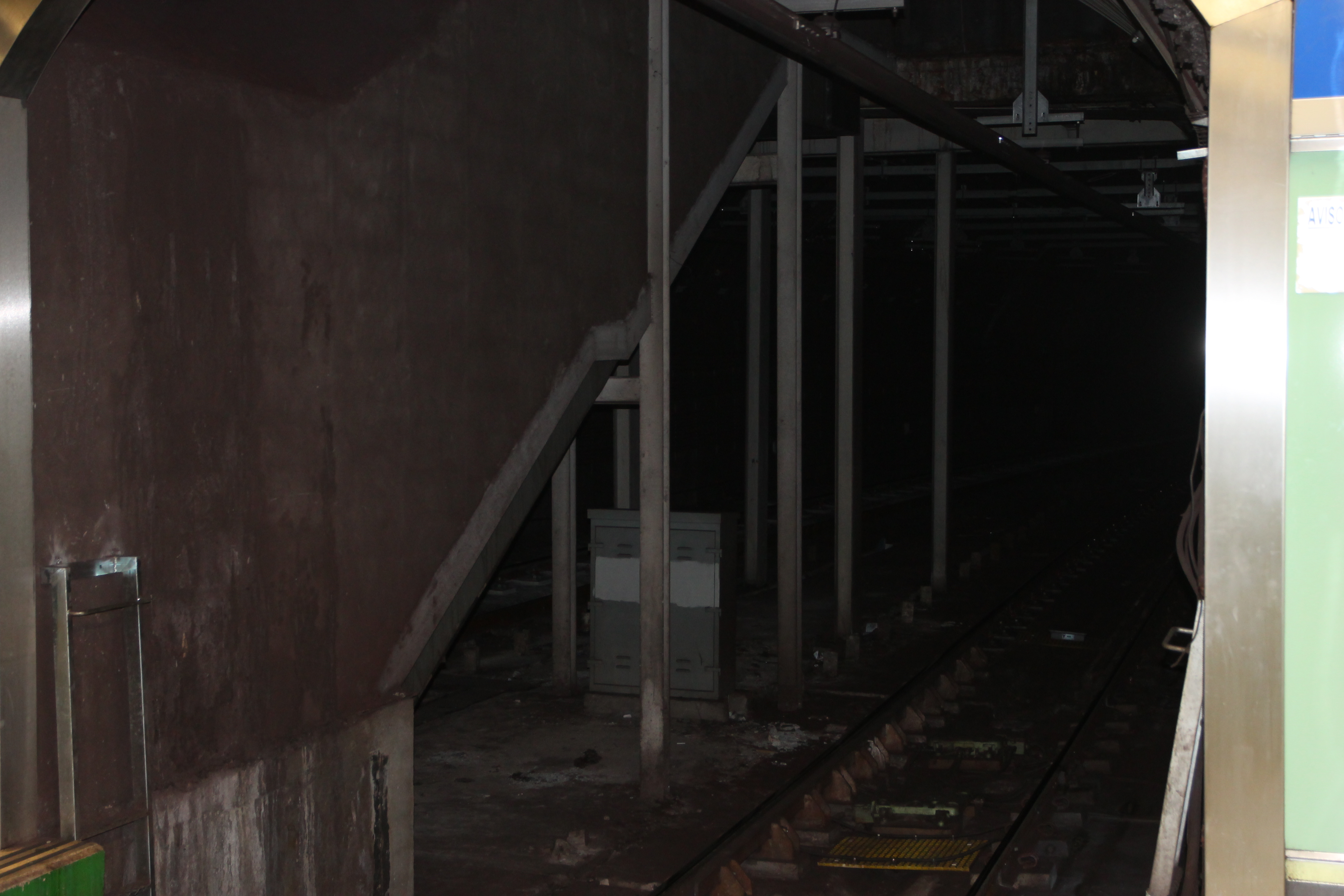
Tunel za stanicí linky 6
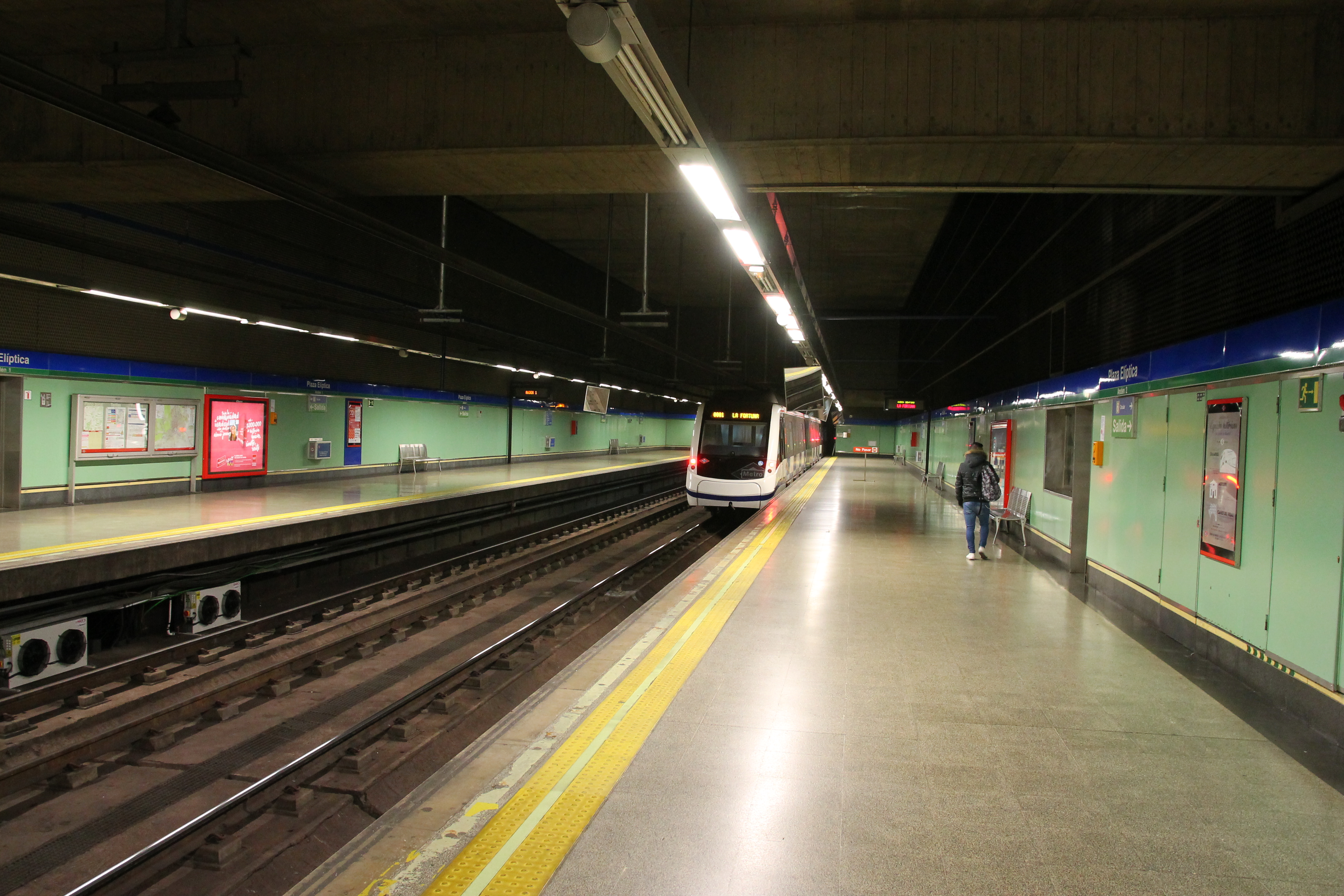
Nástupiště linky 11
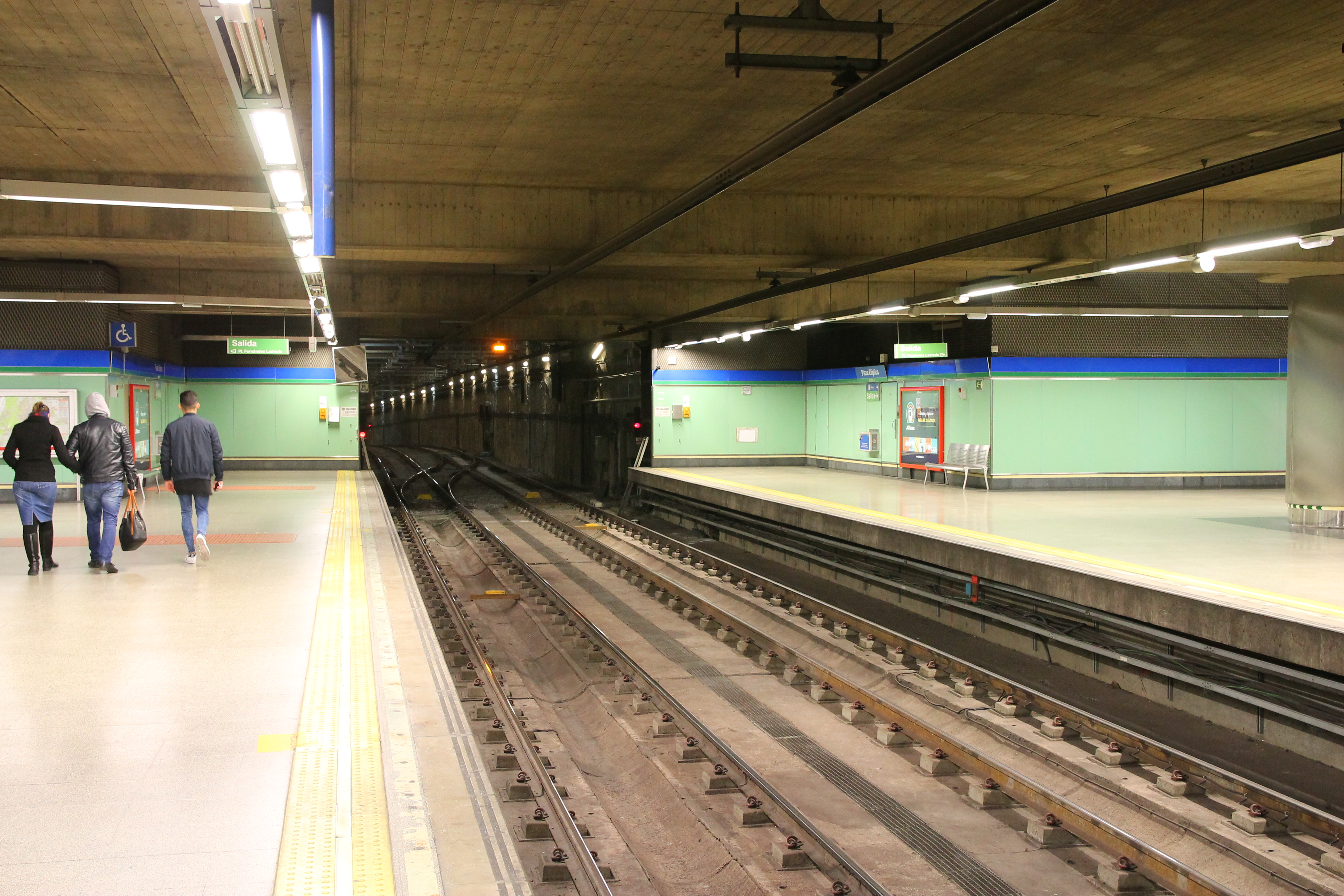
Nástupiště linky 11
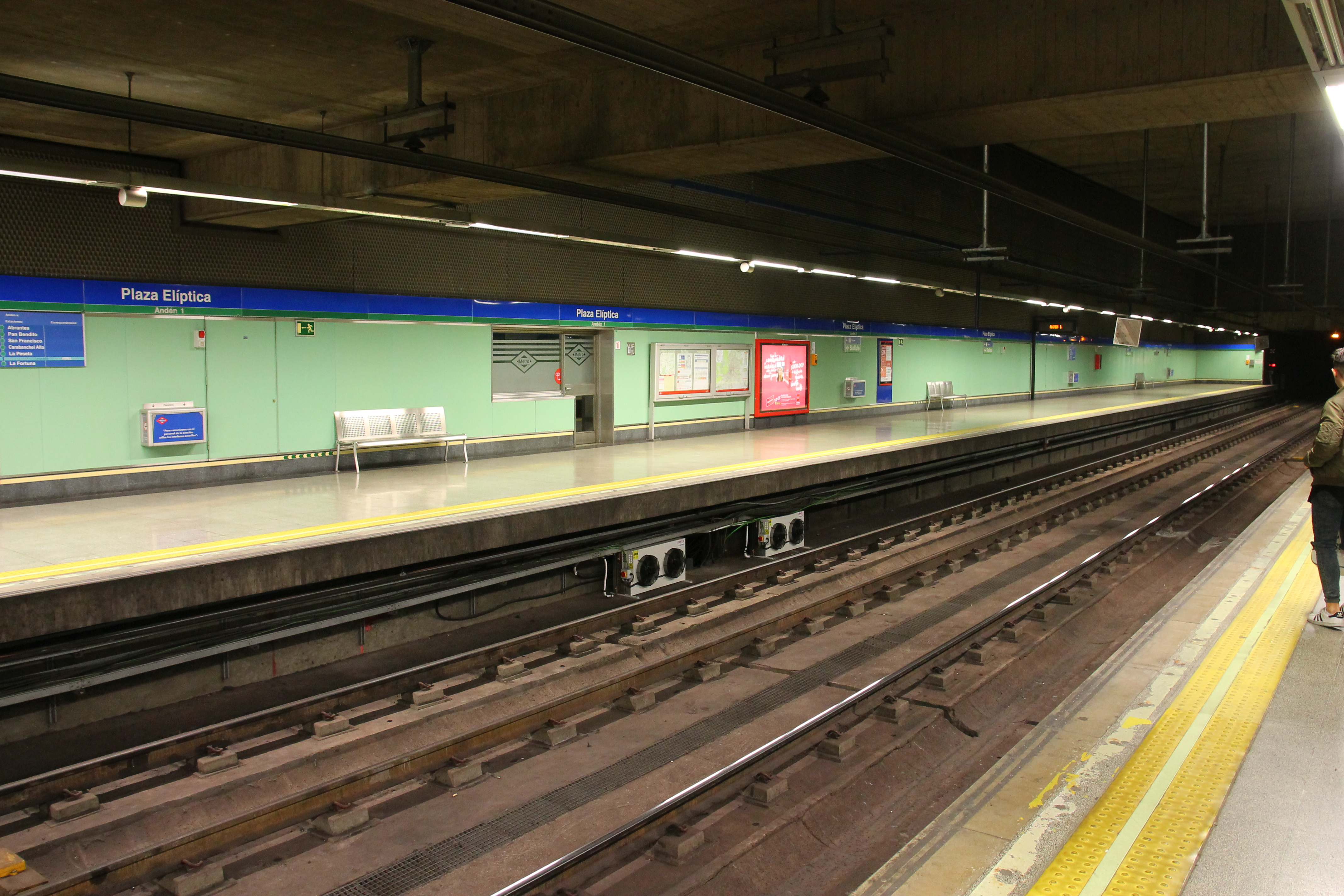
Nástupiště linky 11
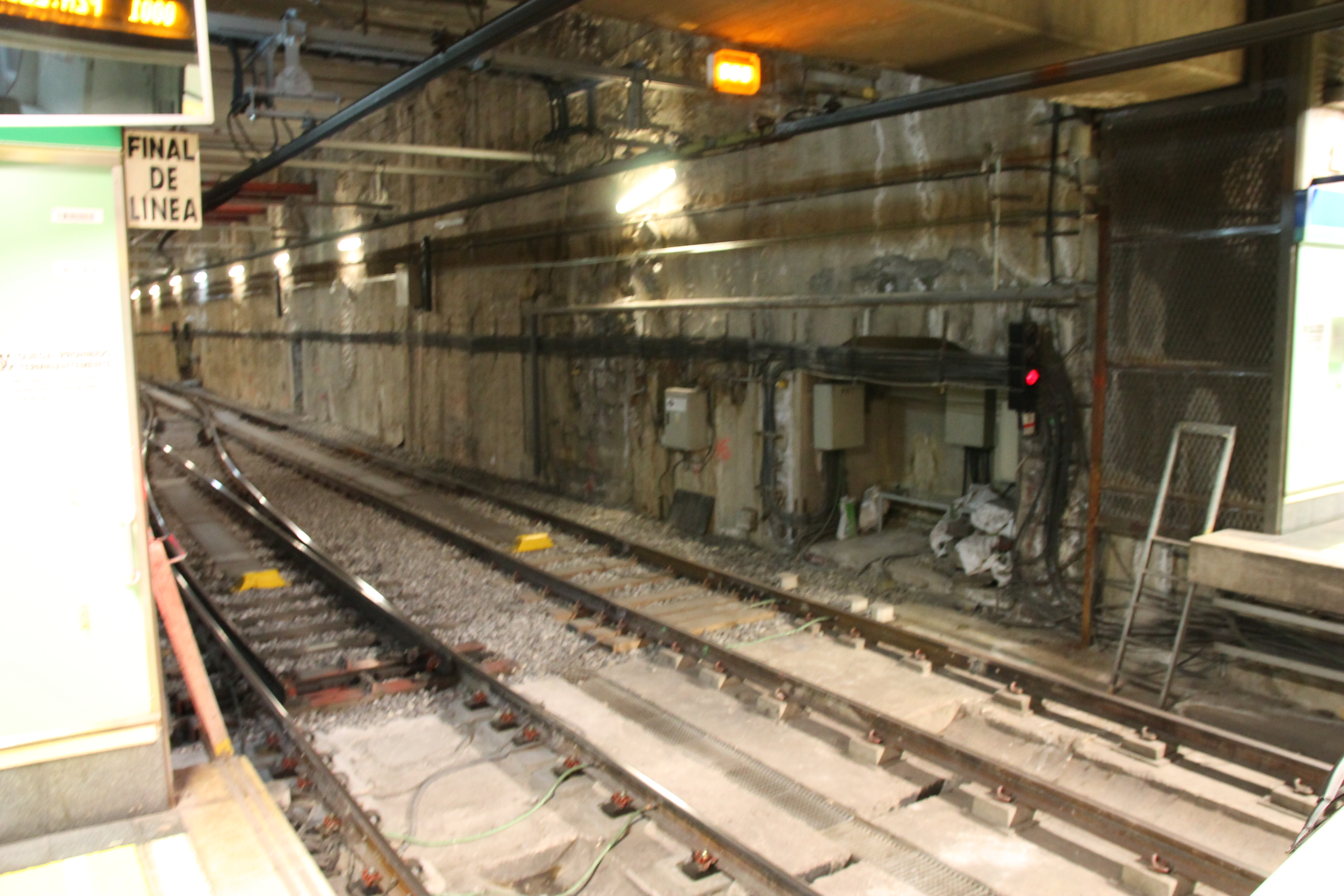
Obratiště linky 11
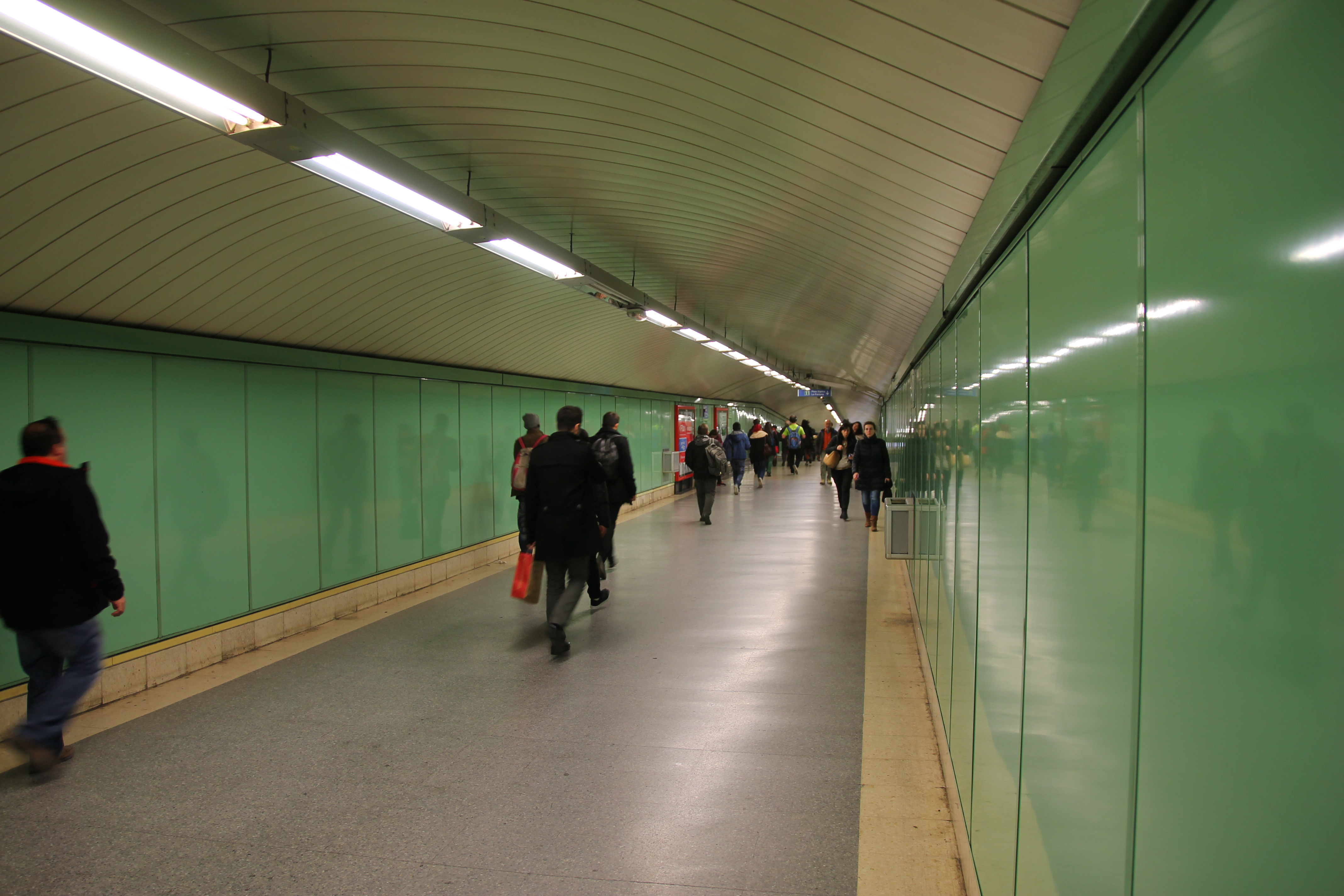
Spojovací chodba na přestupu
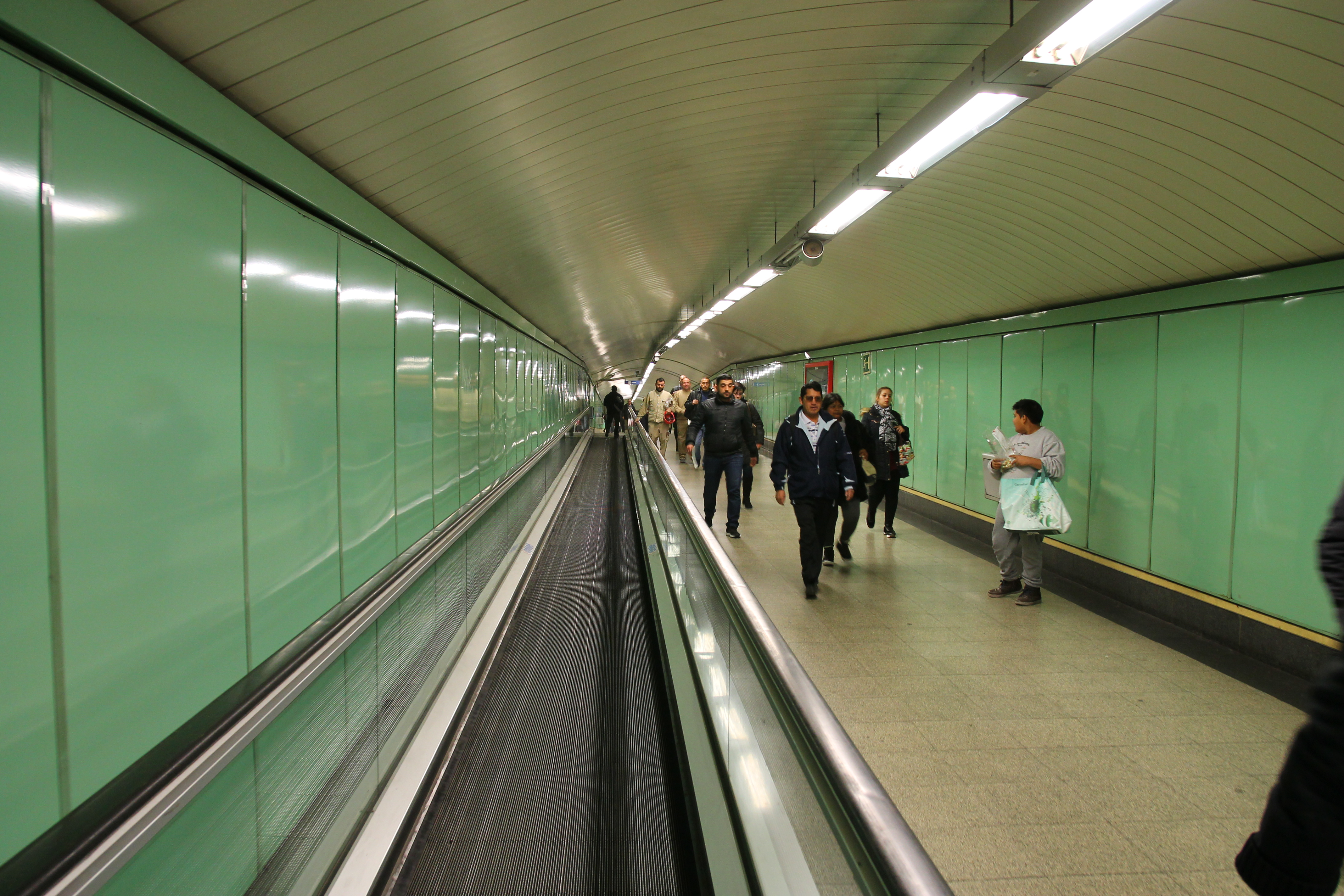
Spojovací chodba na přestupu
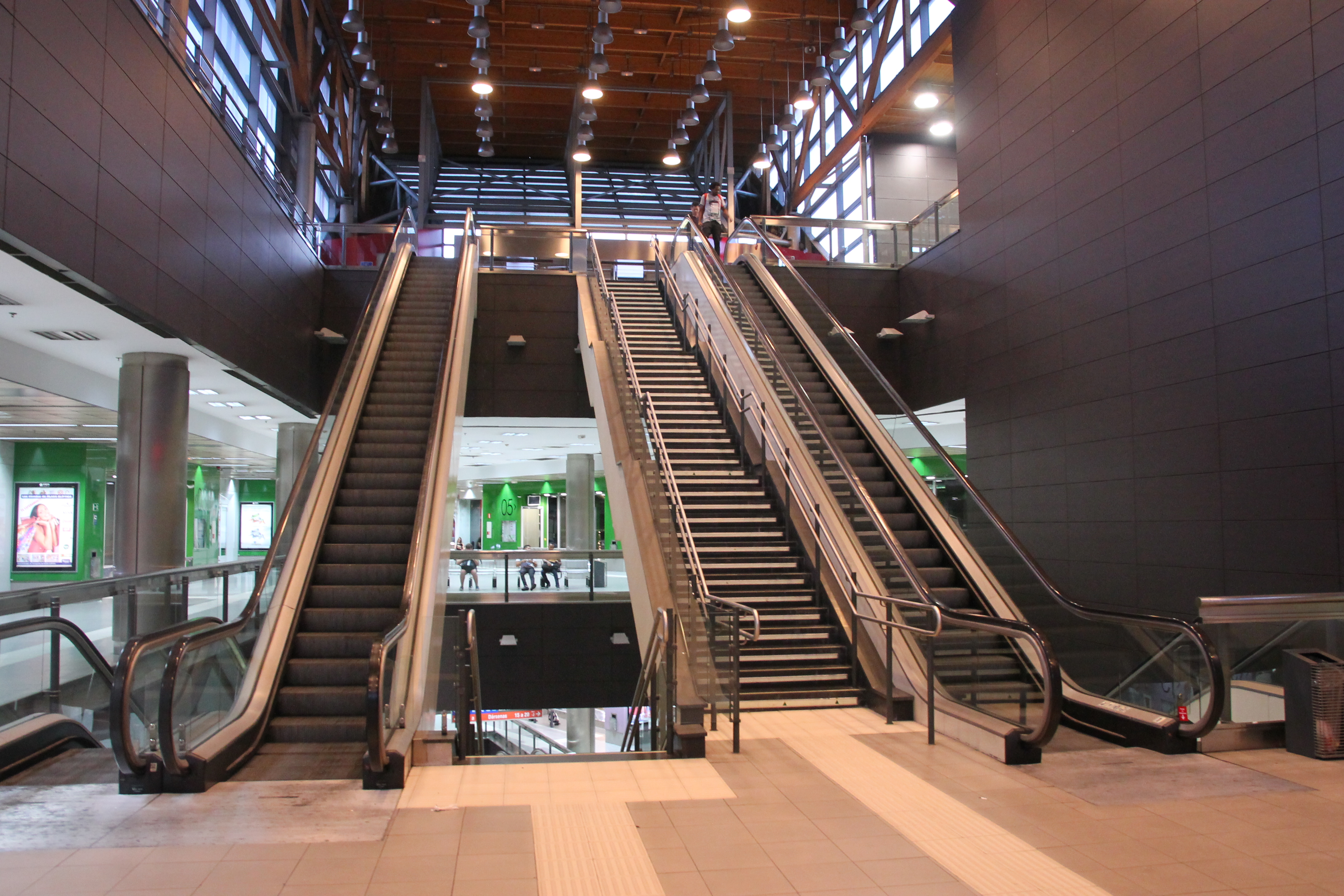
Prostory autobusového terminálu
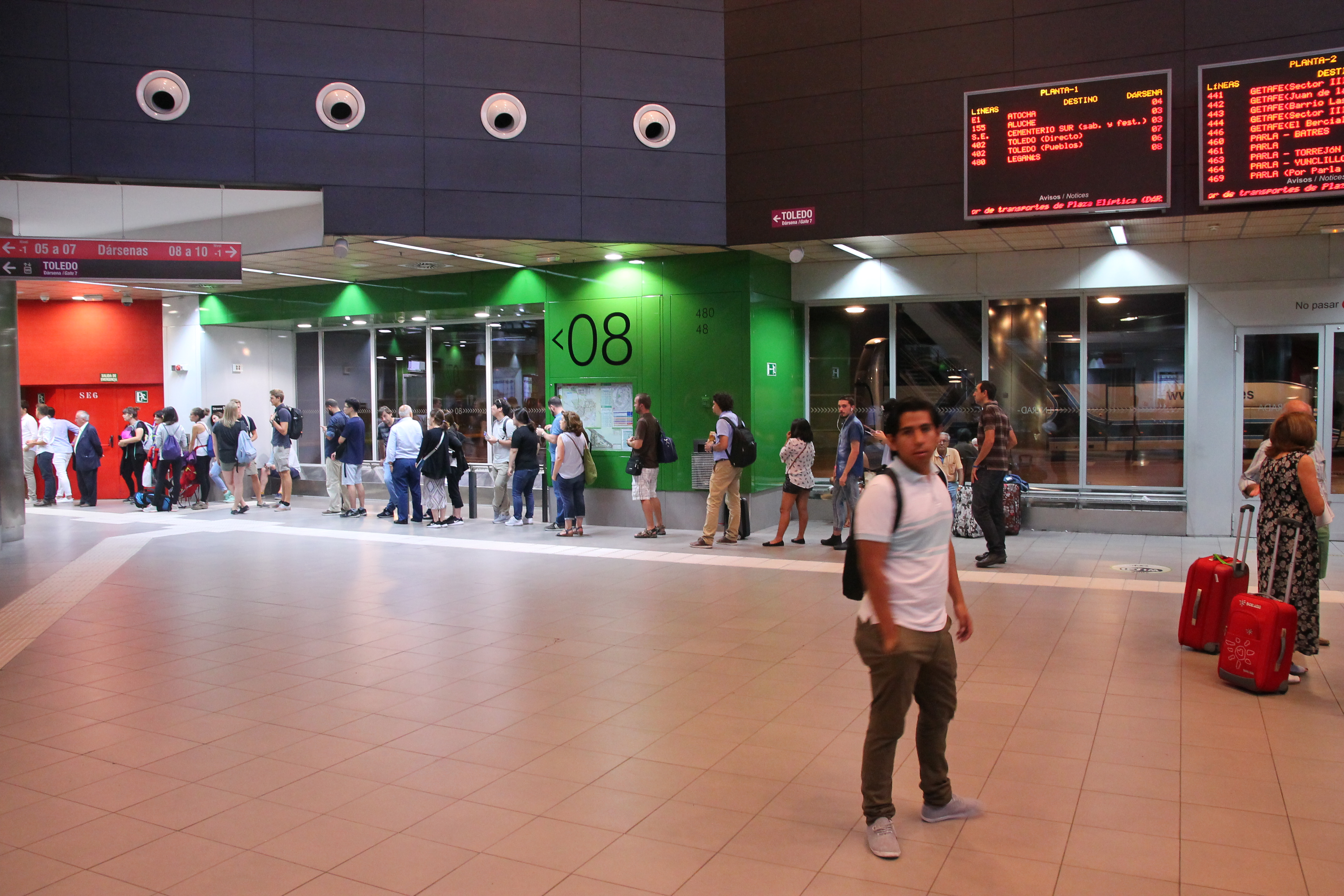
Prostory autobusového terminálu
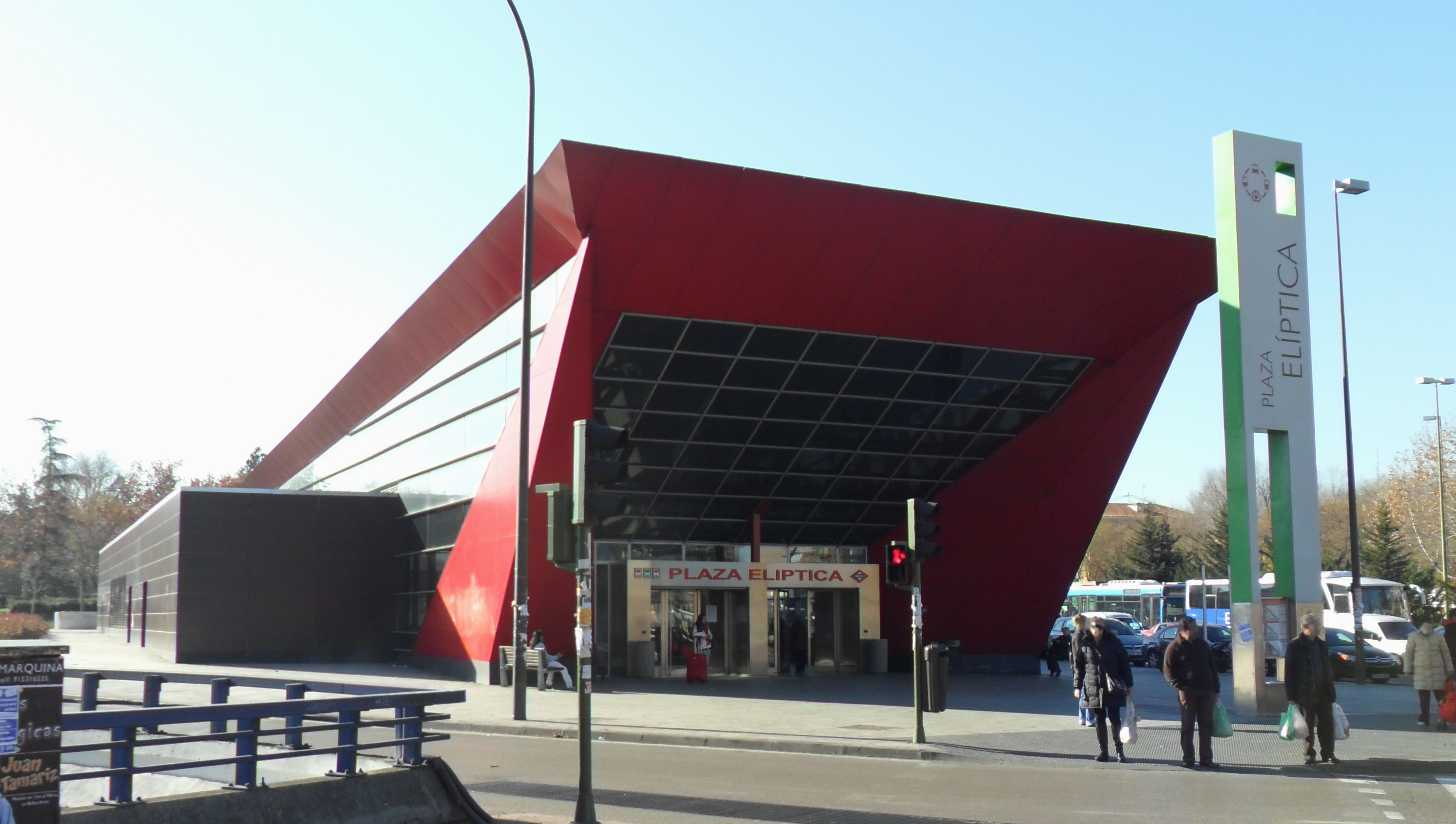
Vstup do stanice